# Andrea Wolf
Andrea Wolf (àlies en kurd: Ronahî; Múnic, 15 de gener de 1965 - Çatak, província de Van, 23 d'octubre de 1998) va ser un activista d'extrema esquerra internacionalista. Era militant de l'Exèrcit Popular d'Alliberament del Kurdistan i va ser assassinada mentre lluitava contra l'exèrcit turc.
La seva mare i un grup de simpatitzants van exigir a Turquia que aclarís les circumstàncies d'Andrea Wolf i dels membres del Partit dels Treballadors del Kurdistan que van morir amb ella. Després de diversos anys de procediment, el Tribunal Europeu de Drets Humans va condemnar Turquia el juny de 2010 «per no haver dut a terme una investigació adequada i eficaç sobre la sort de la filla del demandant». En recolzar-se en sospites legítimes, però sense proves, se suposa que Andrea Wolf «va ser assassinada després de la seva captura», no hi va haver més condemna per tortura i homicidi.
Abans de la seva mort, Wolf havia estat implicada en activitats revolucionàries i va ser acusada de formar part de la Fracció de l'Exèrcit Roig alemanya. El cas Andrea Wolf és el tema d'un curtmetratge d'Hito Steyerl titulat November.